# The National Anthem (пісня)
«The National Anthem» — пісня англійського рок-гурту Radiohead, випущена на їхньому четвертому альбомі Kid A (2000). Пісня прив'язана до повторюваного басового рифу і розвивається в джазовому напрямку.

## Запис
Вокаліст Radiohead Том Йорк написав басову партію «National Anthem», коли йому було 16 років. Наприкінці 1997 року Radiohead записали барабани та бас для цієї пісні, маючи намір використати її як бі-сайд для свого третього альбому OK Computer (1997). Натомість вони зберегли її для наступного альбому, Kid A (2000).
Radiohead повернулися до «The National Anthem» в середині 1999 року під час запису в Глостерширі. Йорк грав на бас-гітарі, а його вокал був оброблений кільцевим модулятором. Джонні Ґрінвуд додав хвилі Мартено і семпли звуків з радіостанцій. Гітарист Ед О'Браєн сказав: «Це дуже недисциплінований спосіб запису … Ви додаєте щось до рагу — так само, як і відкидаєте щось — а потім повертаєтеся до пісні зі свіжими вухами».
У листопаді 1999 року Radiohead записали духову секцію, натхненну «організованим хаосом» з Town Hall Concert джазового музиканта Чарльза Мінгуса. Йорк і Ґрінвуд наказали музикантам звучати як «автомобільний трафік». За словами Йорка, під час диригування він так часто підстрибував, що зламав ногу: «Коли ми працювали в студії, у нас був такий жарт: 'Просто дмухай. Просто дмухай, просто дмухай, просто дмухай'».
Раннє демо «The National Anthem» увійшло до спеціального видання 2017 року перевидання OK Computer OKNOTOK 1997 2017.

## Композиція

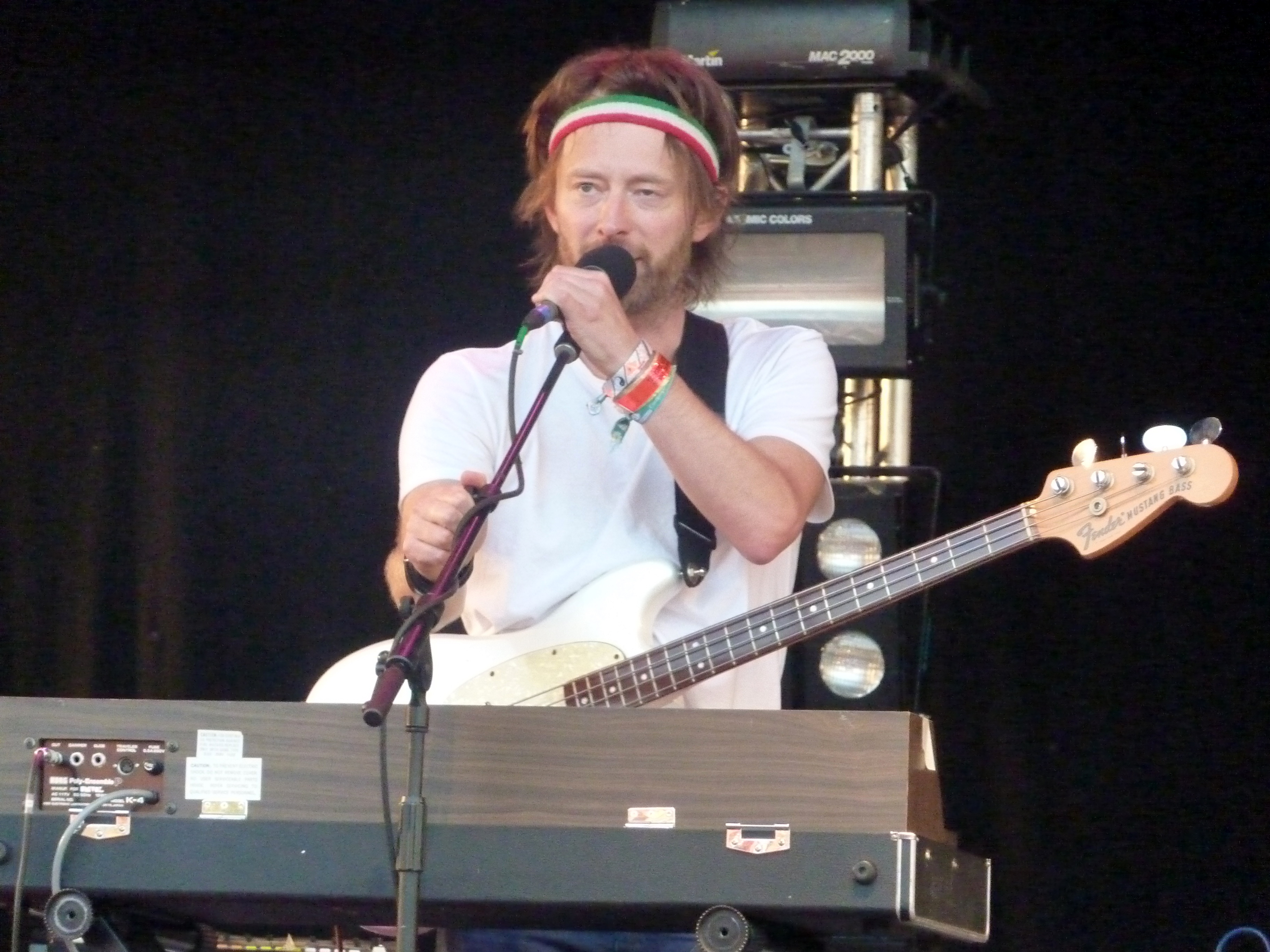
Басовий риф «The National Anthem» був написаний і виконаний Томом Йорком (фото 2010 року)

Йорк сказав, що Radiohead намагалися передати відчуття розлючених людей, які опинилися в пастці в ліфті або в пробці. MTV описав секцію фрі-джазу як «духовий оркестр, що йде маршем в цегляну стіну». Саймон Рейнольдс зі Spin писав, що це був «дивний, захоплюючий вибух музики космічного шосе», який поєднав джаз з піснею гурту Hawkwind «Silver Machine» і піснею гурту Can «Mother Sky». Кем Ліндсі з Exclaim! писав, що пісня є «радикальним джаз-роковим ф'южном». Девід Фріке з Rolling Stone назвав пісню «хрустким фанком».

## Відгуки критиків
Багатьом критикам не сподобалися джазові елементи. У своїй рецензії на Kid A для New Yorker письменник Нік Горнбі описав «The National Anthem» як «неприємне фрі-джазове тренування, з дисонуючою секцією валторн над вивченою грубою басовою лінією». Марк Бомонт писав, що «джазові валторни вільної форми» видають «Мінгуса у сушарці для білизни». Лоррейн Алі, пишучи для Newsweek, описала пісню як «дратівливе нагромадження писклявих інструментів». Роб Шеффілд з Rolling Stone сказав, що секція валторн «була банальним арт-роковим кліше, яке занадто сильно старалося заради занадто очевидного трюку». Йорк описав зустріч з фанатом, який сказав йому, що не може зрозуміти валторн; Йорк зробив висновок, що деякі слухачі не хотіли чути такий гнівний звук на записі.
Адам Даунер з Sputnikmusic сказав, що «до кінця пісні ви в захваті від такого джем-сейшену» і назвав її «рекомендованим треком». Шивон Кейн з The Irish Times написала, що вона «відображає світогляд Radiohead, з цими гітарами і виразним голосом Йорка, з усім інтелектом і глибокими емоціями». Кем Ліндсі з Exclaim! назвав цю пісню найвидатнішим треком на альбомі Kid A.
Рецензуючи демо-версію, випущену на OKNOTOK 1997 2017, Record Collector писав, що пісня «дуже легко могла б нагадувати один з останніх треків U2, обраний для саундтреку роликів Goal of the Month… Те, що Radiohead вистачило самосвідомості втриматися на ній, а не піти на поводу у драйвового часу, так багато говорить про їхній інтуїтивний добрий смак і тривалий успіх, який вона їм принесе».

## Виконання наживо
Radiohead виконували «The National Anthem» з духовою секцією під час своїх виступів у Нью-Йорку у 2000 році (один з них був на записі Radiohead для Saturday Night Live), у Лондоні у 2001 році для програми BBC Later with Jools Holland, під час концерту у Парижі у 2001 році, а також у програмі The Colbert Report у 2011 році.

## Персоналії

### Radiohead
- Колін Ґрінвуд
- Джонні Ґрінвуд
- Ед О'Браєн
- Філ Селвей
- Том Йорк

### Продакшн
- Найджел Ґодріч –  продюсування, звукорежисер, зведення
- Жерар Наварро –  асистент, додатковий звукорежисер
- Грем Стюарт –  додатковий звукорежисер

### Додаткові музиканти
- Генрі Бінс – ритм-семплінг
- Енді Буш — труба
- Енді Гамільтон — тенор саксофон
- Steve Hamilton — alto saxophone
- Стен Гаррісон — баритон саксофон
- Мартін Хетевей — саксофон альт
- Ліам Керкман — тромбон
- Майк Кірсі — басовий тромбон
- Марк Локхарт — тенор саксофон